# Arthrosaura
Arthrosaura — рід ящірок родини гімнофтальмових (Gymnophthalmidae). Представники цього роду мешкають в Південній Америці.

## Види
Рід Arthrosaura нараховує 7 видів:
- Arthrosaura kockii (Lidth de Jeude, 1904)
- Arthrosaura montigena Myers & Donnelly, 2008
- Arthrosaura reticulata (O’Shaughnessy, 1881)
- Arthrosaura synaptolepis Donnelly, McDiarmid & Myers, 1992
- Arthrosaura testigensis Gorzula & Señaris, 1999
- Arthrosaura tyleri (C. Burt & M. Burt, 1931)
- Arthrosaura versteegii Lidth de Jeude, 1904

## Етимологія
Наукова назва роду Arthrosaura походить від сполучення слів дав.-гр. αρθρον — суглоб і σαυρος — ящірка.